# Красная улица (Кронштадт)
Кра́сная улица — улица в Кронштадте. Соединяет Макаровскую улицу и Манежный переулок параллельно Коммунистической улице к востоку от последней. Через Макаровский мост примыкает к Якорной площади. Через переулок к востоку находится Летний сад.
Нумерация домов осуществляется с юга на север; протяжённость магистрали — 350 метров.

## История
Улица заложена в начале XVIII века как Немецкая с основанием Кронштадта и была одной из первых улиц города. Проходила параллельно Петровской першпективе (ныне — одна из аллей Летнего сада). В конце XIX века переименована в Красную. Согласно другим данным, нынешнее название улицы за всю историю города не менялось.

## Здания и сооружения
- Кронштадтская школа юнг[6];
- Бюст В. М. Жильцова (пересечение Красной улицы и Манежного переулка).

## Пересечения
С юга на север:
- Макаровская улица;
- Петровская улица;
- Манежный переулок.